# Atomflot
Atomflot o Rosatomflot (en ruso : Атомфлот ) es una empresa que se encarga de la operación y mantenimiento de la flota de rompehielos nuclear civil de Rusia. Atomflot es parte del grupo Rosatom , y tiene su sede en la ciudad de Murmansk.
La compañía emplea a unas 1000 personas. Además de asegurar el tráfico de mercancías en la Ruta marítima del Norte , Atomflot organiza cruceros turísticos, el beneficio de la cual es de 7% de los beneficios totales de la empresa.